# Порівняння (література)
Порівня́ння — троп, який полягає у поясненні одного предмета через інший, подібний до нього, за допомогою компаративної зв'язки, тобто єднальних сполучників: як, мов, немов, наче, буцім, ніби та ін. («Блукай та їж недолі хліб і вмри, як гордий флоренцієць, у вигнанні» — Ю. Клен) або предиката — подібний, схожий, нагадує, здається та ін. («На людське серце свічка є подібна» — Б.-І. Антонич).
Своєю рухливою синтаксичною структурою, розширенням часового ,та просторового аспектів (минуле та майбутнє) порівняння різниться від метафори, де неприпустимі обставини часу та місця, — лаконічної образної формули, що посідає місце предиката у реченні.
Подеколи у порівнянні опускаються сполучники, наближаючи його до метафори: «Книги — морська глибина» (І. Франко). Трапляються випадки вживання порівняння у художніх текстах у вигляді придієслівного орудного відмінка: «Кришталь, кришталь… і золоті ворота / Горять на сонці дорогим вогнем» (О. Зуєвський).
Цей троп має велику традицію, він широко застосовується в усній народній творчості («Парубок, мов явір», «дівчина, як зоря» та ін.).Наприклад "Ти що таке!?"